# Пінціна
Пінціна (словац. Pinciná) — село, громада округу Лученець, Банськобистрицький край, центральна Словаччина, регіон Новоград. Кадастрова площа громади — 11,92 км². Протікає Петровський потік.
Населення 225 осіб (станом на 31 грудня 2017 року).

## Історія
Пінціна згадується в 1326 році.

## Населення
| Рік:            | 1994. | 2004.   | 2014.   | 2024.    |
| --------------- | ----- | ------- | ------- | -------- |
| Кількість осіб: | 261   | 245     | 249     | 199      |
| Різниця:        |       | -6,13 % | +1,63 % | -20,08 % |

| Рік:            | 2023. | 2024.   |
| --------------- | ----- | ------- |
| Кількість осіб: | 197   | 199     |
| Різниця:        |       | +1,01 % |